# Prêmio Howard Taylor Ricketts

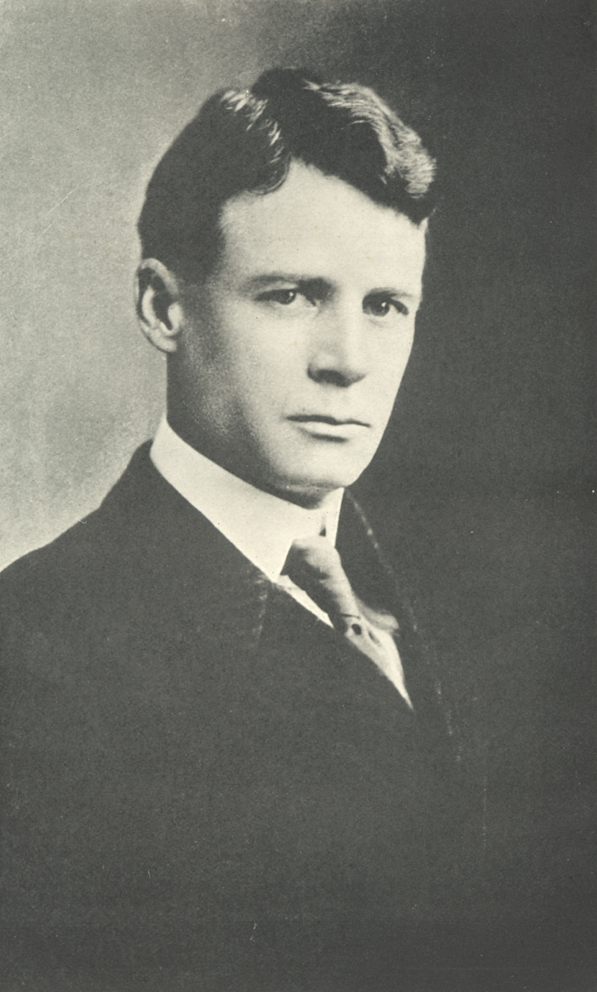
Howard Taylor Ricketts

O Prêmio Howard Taylor Ricketts (em inglês:  Howard Taylor Ricketts Award) é uma condecoração científica concedida anualmente pela Universidade de Chicago.
Em 1912 a viúva do patologista Howard Taylor Ricketts (1871–1910), Myra Tubbs Ricketts, doou 5000 dólares dos Estados Unidos para a Universidade de Chicago. Uma fundação foi criada com a condição de conceder um prêmio anual com o nome de seu marido. Inicialmente foram premiados estudantes da universidade com os melhores resultados em patologia e microbiologia, e na metade da década de 1940 passaram a ser premiados cientistas externos à Universidade de Chicago, em reconhecimento a trabalhos de destaque na área da ciência médica.

## Recipientes (lista incompleta)
- 1924 Sara Elizabeth Branham[1]
- 1940 Harold R. Reames[2]
- 1944 Paul Everett Thompson[3]
- 1949 Russell M. Wilder[4]
- 1950 S. Burt Wolbach[5]
- 1951 Herald Rea Cox[6]
- 1952 Thomas Francis Jr.[7]
- 1955 Ernest William Goodpasture[8]
- 1956 Albert Sabin[9]
- 1960 Karl F. Mayer[10]
- 1962 John Franklin Enders[11]
- 1965 Renato Dulbecco[12]
- 1966 Charles Yanofsky[13]
- 1967 Jerome W. Conn[14]
- 1968 Robert J. Huebner[15]
- 1969 Carroll Williams[16][17]
- 1970 Robert A. Good[18]
- 1977 David S. Hogness[19]
- 1978 Purnell Choppin[20]
- 1979 James Darnell[21]
- 1981 Hidesaburō Hanafusa[22]
- 1982 George Streisinger[23]
- 1983 Maurice Ralph Hilleman[24]
- 1984 Robert Allan Weinberg,[25][26]
- 1987 Michael Rossmann[27]
- 1988 Mark Morris Davis[28]
- 1989 Piet Borst[29]
- 1990 Nina Fedoroff[30]
- 1991 Peter Klaus Vogt[31]
- 1994 Bert Vogelstein[32][33]
- 1995 Stanley Falkow[34]
- 1999 Philippa Marrack[35]
- 2002 Joan Massagué Solé[36][37]
- 2003 Thomas Wellems[38]
- 2004 Joan Steitz[39]
- 2005 Peter Palese[40]
- 2007 Anthony Pawson[41][42]
- 2008 Ruslan Medzhitov[43]
- 2010 Alan Cowman[44]
- 2011 Charles David Allis[45]
- 2013 Susan Lindquist[46]
- 2014 Jeffrey Ivan Gordon[47]
- 2016 Peter Donnelly[48]

Outros recipientes foram Wilhelm Bernhard, Leroy Hood, Gerald Rubin, Jonas Salk e Phillip Allen Sharp.